# 서드 유니폼

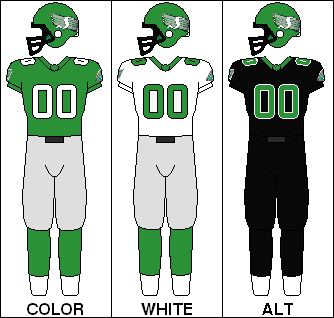

서드 유니폼(third uniform)은 홈팀의 유니폼과 원정팀의 유니폼의 색상이 비슷한 경우 착용하는 세번째 유니폼이다.
이 유니폼은 스포츠 팀이 경기 중에 홈 복장이나 원정 복장 대신 입을 수 있는 유니폼이다. 주로 프로 스포츠 조직이 팬에게 판매하여 수익을 창출할 수 있는 유리한 수단이다. 북미 스포츠 리그 중에서 내셔널 풋볼 리그는 연간 12억 달러의 유니폼 판매를 창출하며, 내셔널 농구 협회는 연간 9억 달러를 판매한다. 대체 유니폼의 또 다른 용도는 센트럴 코스트 매리너스가 핑크 리본 데이에 대체 핑크 키트를 착용하는 것과 같이 원인을 식별하기 위한 것이다.
추가 대체 유니폼 또는 네 번째 및 다섯 번째 키트는 일반적으로 사용되지 않지만 팀의 다른 유니폼이 색상 충돌을 일으키거나 유니폼을 사용할 수 없는 경우 때때로 필요하다. 팀이 같은 시즌에 3개 이상의 키트를 착용한 경우 여분의 키트는 일반적으로 이전 시즌에서 재활용되었다.

## 같이 보기
- 어웨이 유니폼
- 레트로 유니폼